# Cleidogona hoffmani
Cleidogona hoffmani är en mångfotingart som beskrevs av Shear 1972. Cleidogona hoffmani ingår i släktet Cleidogona och familjen Cleidogonidae. Inga underarter finns listade i Catalogue of Life.